# Lijst van voetbalinterlands Colombia - Ecuador
Deze lijst van voetbalinterlands is een overzicht van alle officiële voetbalwedstrijden tussen de nationale teams van Colombia en Ecuador. De Zuid-Amerikaanse buurlanden speelden tot op heden 50 keer tegen elkaar. De eerste ontmoeting, een vriendschappelijke wedstrijd, werd gespeeld in Bogota op 10 augustus 1938. Het laatste duel, een kwalificatiewedstrijd voor het Wereldkampioenschap voetbal 2026, vond plaats op 19 november 2024 in Barranquilla.

## Wedstrijden
| №  | Plaats          | Datum            | Competitie           | Wedstrijd          | Uitslag |
| -- | --------------- | ---------------- | -------------------- | ------------------ | ------- |
| 1  | Bogota          | 10 augustus 1938 | Vriendschappelijk    | Colombia – Ecuador | 1 – 2   |
| 2  | Santiago        | 18 februari 1945 | Copa América 1945    | Colombia – Ecuador | 3 – 1   |
| 3  | Guayaquil       | 4 december 1947  | Copa América 1947    | Ecuador – Colombia | 0 – 0   |
| 4  | Rio de Janeiro  | 3 mei 1949       | Copa América 1949    | Colombia – Ecuador | 2 – 3   |
| 5  | Lima            | 1 april 1957     | Copa América 1957    | Colombia – Ecuador | 4 – 1   |
| 6  | La Paz          | 31 maart 1963    | Copa América 1963    | Colombia – Ecuador | 3 – 4   |
| 7  | Barranquilla    | 20 juni 1965     | WK 1966 kwalificatie | Colombia – Ecuador | 0 – 1   |
| 8  | Guayaquil       | 25 juni 1965     | WK 1966 kwalificatie | Ecuador – Colombia | 2 – 0   |
| 9  | Guayaquil       | 22 juni 1969     | Vriendschappelijk    | Ecuador – Colombia | 4 – 1   |
| 10 | Bogota          | 21 juni 1973     | WK 1974 kwalificatie | Colombia – Ecuador | 1 – 1   |
| 11 | Guayaquil       | 28 juni 1973     | WK 1974 kwalificatie | Ecuador – Colombia | 1 – 1   |
| 12 | Quito           | 27 juli 1975     | Copa América 1975    | Ecuador – Colombia | 1 – 3   |
| 13 | Bogota          | 7 augustus 1975  | Copa América 1975    | Colombia – Ecuador | 2 – 0   |
| 14 | Bogota          | 16 januari 1977  | Vriendschappelijk    | Colombia – Ecuador | 0 – 1   |
| 15 | Quito           | 26 januari 1977  | Vriendschappelijk    | Ecuador – Colombia | 4 – 1   |
| 16 | Quito           | 26 juli 1983     | Vriendschappelijk    | Ecuador – Colombia | 0 – 0   |
| 17 | Bogota          | 29 juli 1983     | Vriendschappelijk    | Colombia – Ecuador | 0 – 0   |
| 18 | Medellin        | 11 juni 1987     | Vriendschappelijk    | Colombia – Ecuador | 1 – 0   |
| 19 | Guayaquil       | 14 juni 1987     | Vriendschappelijk    | Ecuador – Colombia | 3 – 0   |
| 20 | Barranquilla    | 20 augustus 1989 | WK 1990 kwalificatie | Colombia – Ecuador | 2 – 0   |
| 21 | Guayaquil       | 3 september 1989 | WK 1990 kwalificatie | Ecuador – Colombia | 0 – 0   |
| 22 | Valparaiso      | 7 juli 1991      | Copa América 1991    | Colombia – Ecuador | 1 – 0   |
| 23 | Portoviejo      | 3 juli 1993      | Copa América 1993    | Ecuador – Colombia | 0 – 1   |
| 24 | Rivera          | 10 juli 1995     | Copa América 1995    | Colombia – Ecuador | 1 – 0   |
| 25 | Quito           | 9 oktober 1996   | WK 1998 kwalificatie | Ecuador – Colombia | 0 – 1   |
| 26 | Barranquilla    | 20 juli 1997     | WK 1998 kwalificatie | Colombia – Ecuador | 1 – 0   |
| 27 | Luque           | 7 juli 1999      | Copa América 1999    | Colombia – Ecuador | 2 – 1   |
| 28 | Quito           | 25 juli 2000     | WK 2002 kwalificatie | Ecuador – Colombia | 0 – 0   |
| 29 | Barranquilla    | 14 juli 2001     | Copa América 2001    | Colombia – Ecuador | 1 – 0   |
| 30 | Bogota          | 5 september 2001 | WK 2002 kwalificatie | Colombia – Ecuador | 0 – 0   |
| 31 | Madrid          | 8 juni 2003      | Vriendschappelijk    | Colombia – Ecuador | 0 – 0   |
| 32 | Quito           | 2 juni 2004      | WK 2006 kwalificatie | Ecuador – Colombia | 2 – 1   |
| 33 | Barranquilla    | 8 juni 2005      | WK 2006 kwalificatie | Colombia – Ecuador | 3 – 0   |
| 34 | East Rutherford | 24 mei 2006      | Vriendschappelijk    | Ecuador – Colombia | 1 – 1   |
| 35 | Barranquilla    | 23 juni 2007     | Vriendschappelijk    | Colombia – Ecuador | 3 – 1   |
| 36 | Quito           | 18 juni 2008     | WK 2010 kwalificatie | Ecuador – Colombia | 0 – 0   |
| 37 | East Rutherford | 20 augustus 2008 | Vriendschappelijk    | Colombia – Ecuador | 0 – 1   |
| 38 | Medellín        | 5 september 2009 | WK 2010 kwalificatie | Colombia – Ecuador | 2 – 0   |
| 39 | Harrison        | 8 oktober 2010   | Vriendschappelijk    | Ecuador – Colombia | 0 – 1   |
| 40 | Madrid          | 26 maart 2011    | Vriendschappelijk    | Colombia – Ecuador | 2 – 0   |
| 41 | Quito           | 10 juni 2012     | WK 2014 kwalificatie | Ecuador – Colombia | 1 – 0   |
| 42 | Barranquilla    | 6 september 2013 | WK 2014 kwalificatie | Colombia – Ecuador | 1 – 0   |
| 43 | Barranquilla    | 29 maart 2016    | WK 2018 kwalificatie | Colombia − Ecuador | 3 − 1   |
| 44 | Quito           | 28 maart 2017    | WK 2018 kwalificatie | Ecuador − Colombia | 0 − 2   |
| 45 | Harrison        | 19 november 2019 | Vriendschappelijk    | Colombia − Ecuador | 1 − 0   |
| 46 | Quito           | 17 november 2020 | WK 2022 kwalificatie | Ecuador − Colombia | 6 − 1   |
| 47 | Cuiabá          | 13 juni 2021     | Copa América 2021    | Colombia − Ecuador | 1 − 0   |
| 48 | Barranquilla    | 14 oktober 2021  | WK 2022 kwalificatie | Colombia − Ecuador | 0 − 0   |
| 49 | Quito           | 17 oktober 2023  | WK 2026 kwalificatie | Ecuador − Colombia | 0 − 0   |
| 50 | Barranquilla    | 19 november 2024 | WK 2026 kwalificatie | Colombia − Ecuador | 0 − 1   |

## Samenvatting
| Competitie        | Totaal gespeeld | Winst Colombia | Gelijk | Winst Ecuador | Doelsaldo Colombia – Ecuador |
| ----------------- | --------------- | -------------- | ------ | ------------- | ---------------------------- |
| WK-kwalificatie   | 22              | 8              | 8      | 6             | 19 − 16                      |
| Copa América      | 13              | 10             | 1      | 2             | 23 − 12                      |
| Vriendschappelijk | 15              | 5              | 4      | 6             | 12 − 17                      |
| Totaal            | 50              | 23             | 13     | 14            | 54 − 45                      |

Wedstrijden bepaald door strafschoppen worden, in lijn met de FIFA, als een gelijkspel gerekend.

## Details

### Eerste ontmoeting
| Vriendschappelijk (Bogotá, Colombia, 10 augustus 1938): |              | |
| Colombia | 1 – 2        | Ecuador |
| Tomás Emilio Mier 33' | goals        | ??' Augusto Freire ??' Enrique Herrera |
| Fernando Paternoster | bondscoach   | Enrique Lamas |
| José Escorcia Genisberto Cabas Humberto Picalúa Luis Carlos Ramos Miguel Segundo Botto Rafael Fernández Ricardo Granados Julio Torres Rafael Mejía Romelio Martínez Tomás Emilio Mier | opstellingen | Francisco Martínez Eloy Ronquillo Luís Hungría Arturo Zambrano Jorge Solá José Vásconez Alfonso Suárez Antonio Abril Augusto Freire Enrique Herrera Manuel Arenas |

### Tweede ontmoeting
| Copa América 1945 (Santiago, Chili, 18 februari 1945): |              | |
| Colombia | 3 – 1        | Ecuador |
| Luis González Rubio 2' Roberto Gámez 64' Roberto Gámez 70' | goals        | 4' Víctor Aguayo |
| Roberto Meléndez | bondscoach   | Rodolfo Orlandini |
| Andrés Acosta Gabriel Mejía Humberto Picalúa Lucas Martínez Antonio Julio de la Hoz Juan Quintero Arturo Mendoza Lancáster de León Luis González Rubio ??' Rafael Gabino Granados Roberto Gámez | opstellingen | Napoleón Medina Félix Leyton Zurita Jorge Henríquez Carlos Garnica Eloy Mejía Enrique Álvarez Enrique Raymondi Chávez José María Jiménez Luis Montenegro ??' Pedro Acevedo Víctor Aguayo |
| Carlos Recio ??' Fulgencio Berdugo ??' | wissels      | ??' José Luis Mendoza |

### Derde ontmoeting
| Copa América 1947 (Guayaquil, Ecuador, 4 december 1947): |       |          |
| Ecuador                                                  | 0 – 0 | Colombia |

### Tiende ontmoeting
| WK 1974 kwalificatie (Bogota, Colombia, 21 juni 1973): |       |                      |
| Colombia                                               | 1 – 1 | Ecuador              |
| Willington Ortiz 44'                                   | goals | 72' Washington Muñoz |

### Elfde ontmoeting
| WK 1974 kwalificatie (Guayaquil, Ecuador, 28 juni 1973): |       |                      |
| Ecuador                                                  | 1 – 1 | Colombia             |
| Washington Muñoz 29' (pen.)                              | goals | 50' Willington Ortiz |

### Veertiende ontmoeting
| Vriendschappelijk (Bogota, Colombia, 16 januari 1977): |       |                    |
| Colombia                                               | 0 – 1 | Ecuador            |
|                                                        | goals | 44' Ángel Liciardi |

### Vijftiende ontmoeting
| Vriendschappelijk (Quito, Ecuador, 26 januari 1977):                             |       |                   |
| Ecuador                                                                          | 4 – 1 | Colombia          |
| José Villafuerte 61' Ángel Liciardi 71' Ángel Liciardi 88' Jorge Vinicio Ron 89' | goals | 10' Eduardo Retat |

### Zestiende ontmoeting
| Vriendschappelijk (Quito, Ecuador, 26 juli 1983): |       |          |
| Ecuador                                           | 0 – 0 | Colombia |

### Zeventiende ontmoeting
| Vriendschappelijk (Bogota, Colombia, 29 juli 1983): |       |         |
| Colombia                                            | 0 – 0 | Ecuador |

### Achttiende ontmoeting
| Vriendschappelijk (Medellin, Colombia, 11 juni 1987): |              | |
| Colombia | 1 – 0        | Ecuador |
| Leonel Álvarez 7' | goals        | |
| Francisco Maturana | bondscoach   | Luis Grimaldi |
| René Higuita Luis Fernando Herrera Luis Carlos Perea Alexis Mendoza Juan Carlos Abello Leonel Álvarez Mario Coll Gabriel Gómez Humberto Sierra ??' Juan Jairo Galeano ??' Sergio Angulo ??'                                      | opstellingen | Carlos Luis Morales Juan Carlos Jacome ??' Urlin Canga Kléber Fajardo Luis Capurro ??' Pablo Marín Edgar Domínguez ??' Hamilton Cuvi ??' Fernando Baldeón Lupo Quiñónez Raúl Avilés |
| Armando Díaz ??' Arnoldo Iguarán ??' John Jairo Tréllez ??' | wissels      | ??' Wilson Macías ??' Pietro Marsetti ??' Álex Aguinaga ??' Giovanny Mera |
| | rode kaarten | ??' Giovanny Mera |
| - Eerste duel Colombia onder leiding van bondscoach Francisco Maturana. - Debuut van René Higuita, Mario Coll, Alexis Mendoza, John Jairo Tréllez, Luis Fernando Herrera, Juan Jairo Galeano en Luis Carlos Perea voor Colombia. |              | |

### Negentiende ontmoeting
| Vriendschappelijk (Guayaquil, Ecuador, 14 juni 1987): |              | |
| Ecuador | 3 – 0        | Colombia |
| Lupo Quiñónez 49' Fernando Baldeón 76' Pietro Marsetti 86' | goals        | |
| Luis Grimaldi | bondscoach   | Francisco Maturana |
| Carlos Luis Morales Luis Mosquera Wilson Macías Kléber Fajardo Luis Capurro Pablo Marín ??' Edgar Domínguez Hamilton Cuvi Álex Aguinaga Lupo Quiñónez ??' Raúl Avilés | opstellingen | Pablo Calle Luis Fernando Herrera Luis Carlos Perea Wilmán Conde Gilardo Gómez Leonel Álvarez José Ricardo Pérez ??' Gabriel Gómez ??' Humberto Sierra Arnoldo Iguarán John Jairo Tréllez |
| Fernando Baldeón ??' Pietro Marsetti ??' | wissels      | ??' Sergio Angulo ??' Mario Coll |

### Twintigste ontmoeting
| WK 1990 kwalificatie (Barranquilla, Colombia, 20 augustus 1989): |       |         |
| Colombia                                                         | 2 – 0 | Ecuador |
| Arnoldo Iguarán 32' Arnoldo Iguarán 72'                          | goals |         |

### 21ste ontmoeting
| WK 1990 kwalificatie (Guayaquil, Ecuador, 3 september 1989): |       |          |
| Ecuador                                                      | 0 – 0 | Colombia |

### 24ste ontmoeting
| Copa América 1995 (Rivera, Uruguay, 10 juli 1995): |       |         |
| Colombia                                           | 1 – 0 | Ecuador |
| Freddy Rincón 44'                                  | goals |         |

### 26ste ontmoeting
| Colombia            | 1 – 0 | Ecuador |
| Antony de Ávila 87' | goals |         |

### 27ste ontmoeting
| Colombia                                | 2 – 1 | Ecuador            |
| Neider Morantes 36' Hamilton Ricard 39' | goals | 49' Ariel Graziani |

### 28ste ontmoeting
| Ecuador | 0 – 0 | Colombia |

### 29ste ontmoeting
| Colombia               | 1 – 0 | Ecuador |
| Víctor Aristizábal 29' | goals |         |

### 30ste ontmoeting
| Colombia | 0 – 0 | Ecuador |

### 31ste ontmoeting
| Colombia | 0 – 0 | Ecuador |

### 32ste ontmoeting
| Ecuador                               | 2 – 1 | Colombia           |
| Agustín Delgado 3' Franklin Salas 66' | goals | 57' Frankie Oviedo |

### 33ste ontmoeting
| Colombia                                               | 3 – 0 | Ecuador |
| Tressor Moreno 5' Tressor Moreno 9' Martín Arzuaga 70' | goals |         |

### 34ste ontmoeting
| |       |                |
| Ecuador | 1 – 1 | Colombia       |
| Segundo Castillo 52' | goals | 55' Elkin Soto |
| - Debuut van Estiven Vélez (Deportivo Pereira), Luís Yanes (Independiente Santa Fe) en Freddy Guarín (Boca Juniors) voor Colombia. |       |                |

### 35ste ontmoeting
| Colombia                                            | 3 – 1 | Ecuador          |
| Hugo Rodallega 16' Mario Yepes 30' Edixon Perea 79' | goals | 10' Walter Ayoví |

### 36ste ontmoeting
| Ecuador | 0 – 0 | Colombia |

### 37ste ontmoeting
| Ecuador              | 1 – 0 | Colombia |
| Cristian Benítez 39' | goals |          |

### 38ste ontmoeting
| Colombia                                     | 2 – 0 | Ecuador |
| Jackson Martínez 82' Teófilo Gutiérrez 90+4' | goals |         |

### 39ste ontmoeting
| Vriendschappelijk (Harrison, Verenigde Staten, 9 oktober 2010): |              | |
| Ecuador | 0 – 1        | Colombia |
| | goals        | 88' Radamel Falcao |
| Reinaldo Rueda | bondscoach   | Hernán Darío Gómez |
| Máximo Banguera Isaac Mina Jorge Guagua Neicer Reasco David Quiroz Christian Noboa Walter Ayoví Michael Arroyo 84' Joffre Guerrón 64' Cristian Benítez 74' Jaime Ayoví | opstellingen | David Ospina Luis Perea Mario Yepes Juan Camilo Zúñiga Jhon Viáfara Giovanni Moreno Javier Restrepo 59' Víctor Ibarbo Pablo Armero 68' Teófilo Gutiérrez 77' Adrián Ramos |
| Joao Rojas 64' Luis Saritama 74' Christian Suárez 84' 90' Juan Carlos Paredes 90'                                                                                      | wissels      | 59' Carlos Quintero 68' Juan Cuadrado 77' Radamel Falcao |
| Isaac Mina 48' Walter Ayoví 57' | gele kaarten | 37' Víctor Ibarbo 73' Pablo Armero |

### 40ste ontmoeting
| Vriendschappelijk (Madrid, Spanje, 26 maart 2011): |              | |
| Colombia | 2 – 0        | Ecuador |
| Fredy Guarín 24' Radamel Falcao 74' | goals        | |
| Hernán Darío Gómez | bondscoach   | Reinaldo Rueda |
| David Ospina Luis Perea Juan Camilo Zúñiga Mario Yepes Elkin Soto 46' Carlos Sánchez Fredy Guarín Pablo Armero Abel Aguilar Victor Montaño 63' Radamel Falcao 86' | opstellingen | Alexander Domínguez Geovanny Nazareno Isaac Mina Jairo Campos 75' Antonio Valencia Luis Saritama Christian Noboa 75' Segundo Castillo 66' Walter Ayoví Juan Carlos Paredes Jaime Ayoví |
| Adrián Ramos 46' Carlos Carbonero 63' Hugo Rodallega 86' | wissels      | 66' Jefferson Montero 75' Pablo Palacios 75' Edson Montaño |
| Mario Yepes 42' | gele kaarten | |

### 41ste ontmoeting
| WK 2014 kwalificatie (Quito, Ecuador, 10 juni 2012): |              | |
| Ecuador | 1 – 0        | Colombia |
| Cristian Benítez 54' | goals        | |
| Reinaldo Rueda | bondscoach   | José Pékerman |
| Alexander Domínguez Frickson Erazo Jairo Campos Antonio Valencia Joao Rojas 72' Christian Noboa Jefferson Montero 78' Segundo Castillo Walter Ayoví Juan Carlos Paredes Cristian Benítez 90' | opstellingen | David Ospina 35' Luis Perea Aquivaldo Mosquera Mario Yepes 73' Elkin Soto Dorlan Pabón Carlos Sánchez 66' Fredy Guarín Pablo Armero Radamel Falcao James Rodríguez |
| Edison Méndez 72' Luis Saritama 78' Oswaldo Minda 90' | wissels      | 35' Juan Camilo Zúñiga 66' Juan Cuadrado 73' Luis Muriel |
| Cristian Benítez 90' | gele kaarten | 21' Aquivaldo Mosquera 85' Mario Yepes |
| Christian Noboa 80' | rode kaarten | |
| - Debuut van Luis Muriel voor Colombia. |              | |

### 42ste ontmoeting
| WK 2014 kwalificatie (Barranquilla, Colombia, 6 september 2013): |              | |
| Colombia | 1 – 0        | Ecuador |
| James Rodríguez 31' | goals        | |
| José Pékerman | bondscoach   | Reinaldo Rueda |
| David Ospina Luis Perea Juan Camilo Zúñiga Carlos Valdés Pablo Armero Abel Aguilar 46' Macnelly Torres 75' Carlos Sánchez Teófilo Gutiérrez 82' Radamel Falcao James Rodríguez | opstellingen | Máximo Banguera Frickson Erazo Gabriel Achilier Christian Noboa 77' Jefferson Montero 46' Edison Méndez Segundo Castillo Walter Ayoví 69' Enner Valencia Luis Antonio Valencia Juan Carlos Paredes |
| Juan Cuadrado 46' Alexander Mejía 75' Jackson Martínez 82' | wissels      | 46' Jorge Guagua 69' Joao Rojas 77' Renato Ibarra |
| Carlos Valdés 58' Pablo Armero 84' Carlos Sánchez 61' | gele kaarten | 76' Joao Rojas |
| | rode kaarten | 28' Gabriel Achilier |

Colfútbol · A-internationals · Selecties · Statistieken · Bondscoaches · Colombiaans vrouwenelftal · Olympisch elftal · Colombia U20 · Colombia U17
1938 – 1949 ·
1950 – 1959 ·
1960 – 1969 ·
1970 – 1979 ·
1980 – 1989 ·
1990 – 1999 ·
2000 – 2009 ·
2010 – 2019 ·
2020 – 2029
WK 1962 · 
WK 1990 · 
WK 1994 · 
WK 1998 · 
WK 2014 · 
WK 2018
OS 1968 · 
OS 1972 · 
OS 1980 · 
OS 1992 · 
OS 2016
1938 · 
1939 · 1940 · 1941 · 1942 · 1943 · 1944 · 
1946 · 
1947 · 
1948 · 
1949 · 
1950 · 1951 · 1952 · 1953 · 1954 · 1955 · 1956 · 
1957 · 
1958 · 1959 · 1960 · 
1961 · 
1962 · 
1963 · 
1964 · 
1965 · 
1966 · 
1967 · 
1968 · 
1969 · 
1970 · 
1971 · 
1972 · 
1973 · 
1974 · 
1975 · 
1976 · 
1977 · 
1978 · 
1979 · 
1980 · 
1981 · 
1982 · 
1983 · 
1984 · 
1985 · 
1986 · 
1987 · 
1988 · 
1989 · 
1990 ·
1991 · 
1992 · 
1993 · 
1994 · 
1995 · 
1996 · 
1997 · 
1998 · 
1999 · 
2000 · 
2001 · 
2002 · 
2003 · 
2004 · 
2005 · 
2006 · 
2007 · 
2008 · 
2009 · 
2010 · 
2011 · 
2012 · 
2013 · 
2014 · 
2015 · 
2016 · 
2017 ·
2018 ·
2019 ·
2020 ·
2021
Algerije ·
Argentinië ·
Australië ·
Bahrein ·
België ·
Bolivia · 
Brazilië ·
Canada ·
Chili ·
China · 
Costa Rica ·
Cuba ·
DDR ·
Duitsland ·
Ecuador ·
Egypte ·
El Salvador ·
Engeland ·
Finland ·
Frankrijk ·
Griekenland ·
Guatemala · 
Haïti ·
Honduras ·
Hongarije ·
Hongkong ·
Ierland ·
Irak ·
Israël ·
Ivoorkust ·
Jamaica ·
Japan ·
Joegoslavië ·
Jordanië ·
Kameroen ·
Koeweit · 
Liberia · 
Marokko ·
Mexico ·
Montenegro ·
Nederland ·
Nederlandse Antillen ·
Nicaragua ·
Nieuw-Zeeland · 
Nigeria ·
Noord-Ierland ·
Noorwegen ·
Panama ·
Paraguay ·
Peru ·
Polen ·
Puerto Rico ·
Qatar ·
Roemenië ·
Saoedi-Arabië ·
Schotland ·
Senegal ·
Servië ·
Slovenië ·
Slowakije ·
Sovjet-Unie ·
Spanje ·
Trinidad en Tobago ·
Tsjecho-Slowakije ·
Tunesië · 
Turkije · 
Uruguay ·
Venezuela ·
Verenigde Arabische Emiraten · 
Verenigde Staten ·
Zuid-Afrika ·
Zuid-Korea ·
Zweden ·
Zwitserland
Brazilië (2014) ·
Engeland (2018) ·
Griekenland (2014) ·
Ivoorkust (2014) ·
Japan (2014) ·
Japan (2018) ·
Polen (2018) ·
Senegal (2018) ·
Uruguay (2014)
FEF · A-internationals · Bondscoaches · Selecties · Statistieken · Ecuadoraans vrouwenelftal · Olympisch elftal · Ecuador U21 · Ecuador U20 · Ecuador U18 · Ecuador U17
1938 – 1949 ·
1950 – 1959 ·
1960 – 1969 ·
1970 – 1979 ·
1980 – 1989 ·
1990 – 1999 ·
2000 – 2009 ·
2010 – 2019 ·
2020 − 2029
WK 2002 · 
WK 2006 · 
WK 2014
1938 · 
1939 · 
1940 · 
1941 · 
1942 · 
1943 · 1944 · 
1945 · 
1946 · 
1947 · 
1948 · 
1949 · 
1950 · 1951 · 1952 · 
1953 · 
1954 · 
1955 · 
1956 · 
1957 · 
1958 · 
1959 · 
1960 · 
1961 · 1962 · 
1963 · 
1964 · 
1965 · 
1966 · 
1967 · 1968 · 
1969 · 
1970 · 
1971 · 
1972 · 
1973 · 
1974 · 
1975 · 
1976 · 
1977 · 
1978 · 
1979 · 
1980 · 
1981 · 
1982 · 
1983 · 
1984 · 
1985 · 
1986 · 
1987 · 
1988 · 
1989 · 
1990 · 
1991 · 
1992 · 
1993 · 
1994 · 
1995 · 
1996 · 
1997 · 
1998 · 
1999 · 
2000 · 
2001 · 
2002 · 
2003 · 
2004 · 
2005 · 
2006 · 
2007 · 
2008 · 
2009 · 
2010 · 
2011 · 
2012 · 
2013 · 
2014 · 
2015 · 
2016 · 
2017 ·
2018 ·
2019 ·
2020 ·
2021 ·
2022
Argentinië ·
Armenië ·
Australië ·
Bolivia · 
Brazilië ·
Bulgarije ·
Canada ·
Chili ·
Colombia ·
Costa Rica ·
Cuba ·
Denemarken ·
DDR ·
Duitsland ·
El Salvador ·
Engeland ·
Estland ·
Finland ·
Frankrijk ·
Griekenland ·
Guatemala ·
Haïti ·
Honduras ·
Ierland ·
Irak ·
Iran ·
Italië ·
Jamaica ·
Japan ·
Joegoslavië ·
Jordanië ·
Kaapverdië ·
Koeweit ·
Kroatië · 
Libanon ·
Mexico ·
Nederland ·
Nigeria ·
Noord-Macedonië ·
Oeganda ·
Oman ·
Panama ·
Paraguay ·
Peru ·
Polen ·
Portugal ·
Qatar ·
Roemenië ·
Saoedi-Arabië ·
Schotland ·
Senegal ·
Spanje ·
Trinidad en Tobago ·
Turkije · 
Uruguay ·
Venezuela ·
Verenigde Staten ·
Wit-Rusland ·
Zambia ·
Zuid-Afrika ·
Zuid-Korea ·
Zweden ·
Zwitserland
Costa Rica (2006) · 
Duitsland (2006) · 
Engeland (2006) · 
Frankrijk (2014) · 
Honduras (2014) · 
Nederland (2022) · 
Polen (2006) · 
Qatar (2022) · 
Zwitserland (2014)